# ۱٬۸-دی‌آمینونفتالن
۱،۸-دی‌آمینونفتالن (به انگلیسی: 1,8-Diaminonaphthalene) با فرمول شیمیایی C۱۰H۱۰N۲ یک ترکیب شیمیایی با شناسه پاب‌کم ۶۸۰۶۷ است. که جرم مولی آن ۱۵۸٫۱۹۹۸ می‌باشد. 